# Internet Infidels
Internet Infidels, Inc. es una organización sin ánimo de lucro fundada en 1995 por Jeffery Jay Lowder y Brett Lemoine con sede en Colorado Springs con el objetivo de difundir el hecho de que las entidades y fuerzas sobrenaturales no existen (Naturalismo metafísico).
La organización mantiene un sitio web (The Secular Web) de recursos educativos sobre agnosticismo, ateísmo, librepensamiento, humanismo, secularismo y otros puntos de vista no teístas particularmente relevantes para no creyentes y escépticos sobre lo paranormal.
Algunas fuentes relevantes incluyen textos que rebaten argumentos de los apologistas de la religión y filósofos teístas, transcripciones de debates entre creyentes y no-creyentes y respuestas desde un punto de vista racional y natural.
El sitio web ha sido descrito por el apologista cristiano Gary Habermas, como "uno de los principales lugares de internet para los escépticos" y por el físico escéptico Taner Edis como "el mejor sitio web para no-creyentes". Su lema es Una gota de razón en una piscina de confusión.

## The Secular Web
Su sección de biblioteca incluye artículos desde 1970 ofreciendo argumentos sobre la falsedad de las religiones (particularmente referidos al cristianismo, mormonismo, islam, judaísmo e hinduismo), argumentos contra la existencia de dios, críticas a argumentos a favor de la existencia divina y argumentos sobre naturalismo metafísico.
Existen series de debates escritos entre prominentes filósofos teistas y no-teístas cubriendo estos temas, titulado "God or Blind Nature? Philosophers Debate the Evidence".
Además, The Secular Web incluye una sección con trabajos históricos críticos con la religión. Son textos de pensadores como Voltaire, Thomas Jefferson, Thomas Paine, Mark Twain, Bertrand Russell o Albert Einstein.
La sección "The Secular Web Kiosk" propone artículos cortos e informales, editoriales, reseñas bibliográficas, comentarios sobre temas de actualidad, políticas públicas, etc.
Durante 2008, el foro del sitio, Internet Infidels Discussion Board (IIDB) se transfirió a una nueva web: Freethought and Rationalism Discussion Board (FRDB), junto con muchos de los archivos.